# 卢特兰
卢特兰（德語：Lutheran，發音：[lʊtəˈʁaːn]）是德国梅克伦堡-前波美拉尼亚州路德维希斯卢斯特-帕尔希姆县曾经的一个市镇，面积8.46平方千米，2012年12月31日人口为299人。2014年5月25日，卢特兰并入市镇吕布茨